# Paul Vega
Paul Alphonse Vega Fourage (Lima, 5 de febrero de 1971) es un actor, presentador de televisión y exmúsico peruano. En su faceta actoral, es más conocido por los roles principales de Jorge «Koky» Reyes en la serie de televisión Al fondo hay sitio y Edmundo Ganoza en la también serie televisiva De vuelta al barrio. En su etapa musical fue integrante de la banda de punk-rock Chabelos, donde se desempeñó como guitarrista.

## Carrera
Nació el febrero de 1971 en San Isidro. Hijo del ingeniero huaracino Alfonso Vega Maguiña y de la francesa Michèle Fourage. Paul debutó profesionalmente en el teatro como protagonista de la obra Hamlet en 1995. El siguiente año protagonizó Equus bajo la dirección de Roberto Ángeles.
En 2001 formó un grupo musical junto con otros dos actores (Giovanni Ciccia y Sergio Galliani) llamado Chabelos, participando como guitarrista. Aunque originalmente se planteó como una forma de matar el tiempo, el grupo acabó creando varios álbumes de estudio. Paul tuvo tiempo de grabar los dos primeros discos del grupo, caracterizados por sus letras inconformistas y profanas, antes de dedicarse plenamente a su carrera teatral. También en 2001, actuó en la película El bien esquivo, las telenovelas Cazando a un millonario y Bésame tonto, y en el musical El show de terror de Rocky.
En 2006 fue parte del reparto de Mi problema con las mujeres, que fue nominada a los Premios Emmy Internacional en la categoría Mejor comedia. El año siguiente, actuó en las películas Un día sin sexo y Una sombra al frente, y en las obras Art y La celebración (Festen).
En 2008 actuó en la obra El beso de la mujer araña, con el que se presentó en el Festival Iberoamericano de Teatro de Cádiz en España.
En 2010 debutó como presentador en el programa Sucedió en el Perú de la televisora TV Perú, donde se mantuvo hasta el 2012.
En 2011 actuó en la telenovela Lalola, y apareció en los filmes Las malas intenciones de la directora Rosario García-Montero y Ella de Francisco Lombardi. De octubre de 2011 a enero de 2012 protagonizó la obra La fiesta de cumpleaños (adaptación de The Birthday Party de Harold Pinter) como Stanley.
En 2012 antagonizó la telenovela La Tayson, corazón rebelde como Federico. En enero del mismo año, se estrenó el programa ¿Donde estás? por América Televisión, con Vega como presentador.
En mayo de 2012 actuó en el musical Hairspray como Wilbur Turnblad, temporada que duró hasta agosto bajo la dirección de Juan Carlos Fisher en el Teatro Peruano Japonés.
En 2013, actuó en la obra Corazón normal en Teatro La Plaza como Ben Weeks. Su siguiente obra fue Casa de muñecas y luego Ricardo III.
En 2015, obtuvo el rol en la serie Al fondo hay sitio como Koky Reyes, atípico galán parecido a Pedro Navaja.
En 2020 se unió a los elencos de De vuelta al barrio como Edmundo Ganoza y a Princesas como Luciano.

## Filmografía

### Televisión

#### Series y telenovelas
- Tribus de la calle (1996) como Rodrigo
- Leonela, muriendo de amor (1997) como Nelson Martínez
- Secretos (1998) como Lorenzo Málaga
- Girasoles para Lucía (1999) como Filipo
- Vidas prestadas (2000) como Fabián Montero
- Estrellita (2000) como Franco
- Cazando a un millonario (2001) como Eduardo Zamora
- Bésame tonto (2003) como Gonzalo Martínez
- Tormenta de pasiones (2004) como Jorge Zaldívar
- Esta sociedad (2006-2008) como Rodrigo
- Mi problema con las mujeres (2007) como Ernesto
- Los exitosos Gome$ (2010) como Roberto Gómez
- Lalola (2011) como Donato Aguirre
- La Tayson, corazón rebelde (2012) como Federico del Prado
- Al fondo hay sitio (2015–Presente) como Koky Reyes
- Cumbia pop (2018) como Eduardo Calderón
- El último bastión (2018) como José Bernardo de Tagle
- El día de mi suerte (2019) como Alan García
- De vuelta al barrio (2017–2021) como Edmundo Ganoza
- Princesas (2020–Presente) como Luciano

#### Presentador
- Sucedió en el Perú (2010–2012)
- ¿Donde estás? (2012)

### Películas
- Mejor mañana (2001, corto)
- El bien esquivo (2001) como Fray Mateo.
- El nudo (2002) como Felipe.
- Muerto de amor (2002) como Juan Lucas.
- Ojos que no ven (2003) como Gonzalo.[15]
- Polvo enamorado (2003) como Padre Santiago.
- El destino no tiene favoritos (2003) como Nicolás.
- Doble juego (2004) como gerente de hotel.
- Un día sin sexo (2005) como Rodrigo.
- Una sombra al frente (2007) como Rodolfo Rodríguez.
- Cu4tro (2009) como Raúl.
- Ella (2010) como Alfredo
- Las malas intenciones (2011) como Ramón.
- NN: Sin Identidad (2014) como Fidel Carranza, considerada su mejor actuación.[16]
- Guerrero (2016) como José Guerrero.
- Locos de amor 2 (2018) como Luis Izquierdo.
- Papá youtuber (2019) como Amigo de Rómulo.
- Píxeles de familia (2019) como Polo.
- Django: En el nombre del hijo (2019) como Jacobo Petete
- La restauración (2022) como Tato

## Teatro
- Hamlet (1995) como Hamlet.
- Equus (1996) como Alan Strang.
- El show de terror de Rocky (2001)
- Actos indecentes: los tres juicios de Oscar Wilde (2004) como Oscar Wilde.
- El mercader de Venecia (2005) como Antonio.
- Art (2007) como Iván.
- La celebración (2007—2008) como Christian Klingenfeldt-Hansen.
- El retrato de Dorian Gray (2008) como Bassil Haward.
- Noche de tontos (2008) como Feste.
- El beso de la mujer araña (2008) como Molina.
- Traición (2008) como Jerry.
- Morir de amor (2008) como Rafo.
- ¿Donde está el idiota? (2009) como Gastón González del Riego.
- Las brujas de Salem (2009) como John Proctor.
- Episodio II: La mujer del idiota (2010) como John Trabuco.
- Cyrano de Bergerac (2010) como Cyrano de Bergerac.
- La chica del Maxim (2011) como Etienne/Capitán Corignon/Oficial Guérissac.
- La fiesta de cumpleaños (2011—2012) como Stanley.
- Hairspray (2012) como Wilbur Turnblad.
- Nuestro pueblo (2012—2013)
- Corazón normal (2013) como Felix Turner.
- Casa de muñecas (2013)
- Ricardo III (2013–14)
- Edipo rey (2015) como Creonte.

## Premios y nominaciones
| Año  | Premio                       | Categoría                                | Trabajo                     | Resultado |
| ---- | ---------------------------- | ---------------------------------------- | --------------------------- | --------- |
| 2008 | Premios Emmy Internacional   | Mejor comedia (compartido con el elenco) | Mi problema con las mujeres | Nominado  |
| 2010 | Premios Luces de El Comercio | Mejor actor de teatro                    | Cyrano de Bergerac          | Nominado  |
| 2011 | Premios Luces de El Comercio | Mejor actor de TV                        | Lalola                      | Nominado  |
| 2011 | Premios Luces de El Comercio | Mejor actor de teatro                    | La fiesta de cumpleaños     | Nominado  |
| 2020 | Premios Luces de El Comercio | Mejor actor de TV                        | De vuelta al barrio         | Nominado  |
| 2020 | Premios Luces de El Comercio | Mejor actor                              | La restauración             | Ganador   |